# GIGS at BUDOKAN BEAT EMOTION ROCK'N ROLL CIRCUS TOUR 1986.11.11〜1987.02.24 (Video)
GIGS at BUDOKAN BEAT EMOTION ROCK'N ROLL CIRCUS TOUR 1986.11.11〜1987.02.24（ギグズ・アット・ぶどうかん・ビート・エモーション・ロックンロール・サーカス・ツアー）は日本のロックバンド、BOØWYのライブ・ビデオ。
2004年2月24日に東芝EMIからリリースされた。

## 解説
「ROCK'N'ROLL CIRCUS TOUR」と題されたライブツアーの内、1986年12月10日、1987年2月24日に行われた日本武道館公演から収録されている。初回限定版は同ツアー・パンフレットの縮刷版を付属。同タイトルのCD版は1987年2月24日公演を収録しているが、こちらの映像版は8曲目「NO N.Y」から11曲目「DREAMIN'」の4曲以外は1986年12月10日公演の録音から収録されている。
BOØWYの他のビデオ同様同一曲の中で別公演の映像が激しく切り替わる編集がされており、特にこのビデオのライヴ収録日は衣装とヘアスタイルが大きく違う。氷室の髪の毛が大きく逆立っているのが12月10日公演、それほど逆立っていないのが2月24日公演。
「WORKING MAN」「NO N.Y」「ONLY YOU」はミュージック・ビデオ集『SINGLES OF BOØWY』（1991年）で発表済みのもの。
2012年12月24日に発売された『BOØWY BLU-RAY COMPLETE』のDISC2に本作品映像と共に、1986年12月10日の日本武道館公演の完全版映像をニュー・コンテンツとして追加収録。
2021年9月1日には、BOØWY結成40周年を記念し『BOØWY BLU-RAY COMPLETE』から単体のブルーレイ作品として発売された。

## リリース履歴
| No. | リリース日     | レーベル | 規格 | 規格品番  | 最高順位 | 備考                                         |
| --- | -------------- | -------- | ---- | --------- | -------- | -------------------------------------------- |
| 1   | 2004年2月24日  | 東芝EMI  | VHS  | TOVF-1413 | -        |                                              |
| 2   | 2004年2月24日  | 東芝EMI  | DVD  | TOBF-5307 | 2位      |                                              |
| 3   | 2012年12月24日 | 東芝EMI  | BD   | TOXF-4016 | -        | BD-BOX『BOØWY BLU-RAY COMPLETE』収録         |
| 4   | 2021年9月1日   | USM      | BD   | UPXY-6082 | 19位     | BD-BOX『BOØWY BLU-RAY COMPLETE』から単体発売 |
| 5   | 2021年9月1日   | USM      | BD   | PROT-4011 | -        | ジャケット絵柄Tシャツ付きLimited BOX         |

## 収録曲

### DVD版
1. B・BLUE
  - 作詞：氷室京介／作曲：布袋寅泰
2. ハイウェイに乗る前に
  - 作詞：氷室京介、松井五郎／作曲：氷室京介
3. BABY ACTION
  - 作詞：氷室京介／作曲：布袋寅泰
4. RUNAWAY TRAIN
  - 作詞：氷室京介／作曲：布袋寅泰
5. B・E・L・I・E・V・E
  - 作詞：氷室京介／作曲：布袋寅泰
6. WORKING MAN
  - 作詞：松井恒松／作曲：布袋寅泰
7. DOWN TOWN SHUFFLE
  - 作詞：氷室京介／作曲：布袋寅泰
8. NO N.Y
  - 作詞：深沢和明／作曲：布袋寅泰
9. BEAT SWEET
  - 作詞：氷室京介／作曲：布袋寅泰
10. IMAGE DOWN
  - 作詞：氷室京介／作曲：布袋寅泰
11. DREAMIN'
  - 作詞：布袋寅泰、松井五郎／作曲：布袋寅泰
12. BLUE VACATION
  - 作詞：氷室京介／作曲：布袋寅泰
13. ONLY YOU
  - 作詞：氷室京介／作曲：布袋寅泰

### BD版
『GIGS at BUDOKAN BEAT EMOTION ROCK'N ROLL CIRCUS TOUR 1986.11.11〜1987.02.24』
1. B・BLUE
2. ハイウェイに乗る前に
3. BABY ACTION
4. RUNAWAY TRAIN
5. B・E・L・I・E・V・E
6. WORKING MAN
7. DOWN TOWN SHUFFLE
8. NO N.Y
9. BEAT SWEET
10. IMAGE DOWN
11. DREAMIN'
12. BLUE VACATION
13. ONLY YOU

『1986.12.10 完全版』
1. THEME OF SABRINA
2. B・BLUE
3. ハイウェイに乗る前に
4. BABY ACTION
5. RUNAWAY TRAIN
6. BAD FEELING
7. 1994-LABEL OF COMPLEX～DRAMATIC? DRASTIC!
8. RAIN IN MY HEART
9. CLOUDY HEART
10. わがままジュリエット
11. B・E・L・I・E・V・E
12. SUPER-CALIFRAGILISTIC-EXPIARI-DOCIOUS
13. WORKING MAN
14. DOWN TOWN SHUFFLE
15. JUSTY
16. NO NEW YORK
17. BEAT SWEET
18. IMAGE DOWN
19. DREAMIN'
20. ホンキー・トンキー・クレイジー
21. BLUE VACATION
22. ONLY YOU

## 参加ミュージシャン
- 氷室京介 - ボーカル
- 布袋寅泰 - ギター、コーラス
- 松井恒松 - ベース
- 高橋まこと - ドラムス